# Animal Crossing: New Horizons
Animal Crossing: New Horizons is een spel voor de Nintendo Switch dat werd uitgebracht op 20 maart 2020. Het spel kwam het eerst ter sprake bij een Nintendo Direct in september 2018 en werd getoond op de E3 2019.

## Spel
Het is het vijfde en nieuwste spel in de Animal Crossing-reeks, waarin de speler leeft op een tropisch eiland, samen met antropomorfe dieren. Doel van het spel is om de omstandigheden op het eiland te verbeteren.
De grootste verandering in New Horizons ten opzichte van andere delen is dat de speler nu een eigen eiland opbouwt. Zo kan een speler nu zelf gereedschap maken met gevonden voorwerpen, zoals hout of steen. Hiermee kan de speler eigen meubels bouwen. Ook past het spel zich aan op beslissingen die de speler maakt. Men kan zelf het eiland aanpassen, zoals het bouwen van bruggen of stukken land te verplaatsen. Een andere verandering is dat spelers voorwerpen nu overal in het speelveld kunnen plaatsen, waardoor het volgens de website Techradar enigszins lijkt op de Harvest Moon-serie.
Hoewel de spin-off amiibo Festival al in het Nederlands te spelen was, kan dit in New Horizons voor het eerst in de hoofdlijn van Animal Crossing-spellen.

### Updates
Nintendo bevestigde dat het spel regelmatig updates krijgt in de toekomst, waarin nieuwe gebeurtenissen worden toegevoegd. Een van de eerste daarvan was "Bunny Day", die is gebaseerd op Pasen. Eind april werd Dag van de Aarde toegevoegd. Ook beschikken de inwoners over mondkapjes.
Op 4 november 2021 verscheen de gratis versie 2.0-update waarin nieuwe inhoud, zoals personages, voorwerpen, activiteiten en locaties, werd toegevoegd aan het spel. Op 5 november verscheen ook een betaald DLC-pakket genaamd Happy Home Paradise. Met deze uitbreiding kan de speler een eiland bezoeken om hier droomvakanties voor de dorpelingen te verzorgen.

## Gameplay
Net als in de vorige spellen speelt het spel zich af in de echte tijd en draait het om het opbouwen van een gemeenschap. Ditmaal gebeurt dat niet in een dorp, maar op een eiland. Spelers krijgen het Eilandleven-pakket aangeboden door Tom Nook. Om dit af te betalen kan de speler klingels verdienen door middel van klusjes doen en het verkopen van voorwerpen.
Voor de eerste keer in de serie kunnen de seizoenen worden aangepast op het noordelijk of het zuidelijk halfrond. Dit eiland is leger dan de dorpjes waarin de vorige spellen begonnen, zo leven de antropomorfe dieren in tenten en zijn er nog geen winkels.

## Ontvangst
| Recensiescore       | Recensiescore |
| Recensieverzamelaar | Score         |
| ------------------- | ------------- |
| Metacritic          | 91            |
| Publicist           | Score         |
| Destructoid         | 8,5           |
| Famitsu             | 38/40         |
| Game Informer       | 9             |
| GamesRadar+         | 4/5           |
| IGN                 | 9             |
| Nintendo Life       | 10            |
| Power Unlimited     | 86            |

Animal Crossing: New Horizons werd een commercieel succes. Het spel werd ruim vijf miljoen keer verkocht in de eerste maand na uitgave, en ruim 13,4 miljoen keer na slechts zes weken. Een deel van het succes wordt toegeschreven aan de COVID-19-pandemie, waardoor mensen thuis vermaak zochten.
In recensies werd het spel positief beoordeeld. Men prees de gameplay en mogelijkheden om het spel aan te passen.